# Reclusione
La reclusione o carcerazione è la privazione della libertà personale mediante imprigionamento. Si distingue dall'arresto per le motivazioni ma non negli effetti, consistendo entrambe nella privazione della libertà di movimento di un individuo. La reclusione è di norma imposta dalle istituzioni all'interno di ordinamenti giuridici, ma si ha anche al di fuori di questo contesto, come nel caso dei sequestri di persona, nel quale un individuo viene imprigionato da rapitori.

## Storia
Le carceri furono utilizzate fino al XVIII secolo principalmente per la reclusione di debitori, criminali in attesa di un processo e detenuti in attesa dell'esecuzione della condanna (solitamente pena capitale o deportazione).
Quando l'uso della pena capitale iniziò a diminuire alla fine del XVIII secolo, la prigione fu sempre più utilizzata come luogo di detenzione, diventando alla fine il mezzo principale per punire i criminali. L'uso della detenzione si è poi diffuso in tutto il mondo, spesso attraverso il colonialismo. All'inizio del XXI secolo la pena di morte, de iure o de facto, fu abolita in gran parte del mondo e la detenzione divenne di conseguenza la forma più severa di punizione che i tribunali potevano imporre.

## Funzione e scopo
Lo scopo della reclusione è un approccio adottato da un sistema come fine della reclusione stessa: la deterrenza mira a rendere meno probabile che coloro che scontano una pena detentiva commettano reati dopo la loro scarcerazione (dissuasione individuale). Un secondo approccio si concentra sul punire od ottenere una retribuzione da coloro che hanno commesso reati gravi. Un terzo approccio incoraggia la riabilitazione dei detenuti. Infine, in alcuni casi è necessario proteggere il pubblico da coloro che commettono reati, in particolare da coloro che lo fanno con insistenza. In singoli casi, tutte o alcune di queste giustificazioni possono essere applicate. La crescente importanza della nozione di riforma ha portato alcuni sistemi carcerari a essere chiamati istituti di correzione.

## Nel mondo

### Italia
La reclusione è la pena prevista dall'art. 23 del codice penale italiano e consiste nella limitazione della libertà personale, da eseguirsi in carcere o in altro istituto a ciò deputato in regime di detenzione, quando una sentenza di condanna a pena detentiva per un delitto sia passata in giudicato e non sia stato possibile ottenere l'applicazione di misure alternative. Il recluso ha l'obbligo del lavoro e con l'isolamento notturno. Tuttavia il condannato che ha scontato almeno un anno della pena può essere ammesso al lavoro all'aperto. La reclusione può, a determinate condizioni (tra cui la disponibilità di un domicilio ritenuto idoneo) e su autorizzazione del Tribunale di sorveglianza, essere scontata anche in regime di detenzione domiciliare per condanne inferiori a due anni o in casi particolari a quattro anni, periodo che può essere anche la parte finale di una pena più lunga. La reclusione può durare da un minimo di 15 giorni a 24 anni (art. 23, comma 1 Codice Penale) salvo quando previsto diversamente dalla legge.

#### Isolamento
L'isolamento notturno è una modalità di detenzione non più obbligatoria (regolamento Ordinamento Penitenziario, art. 6, comma 2) per le tre pene principali: ergastolo, reclusione, arresto. Resta, invece, obbligatoria per gli indagati o gli imputati in custodia cautelare (art. 6, comma 4).
L'isolamento diurno e notturno, nonostante le sue implicazioni psico-fisiche sui detenuti, è disciplinato da un regolamento (quindi non soggetto al vaglio della Corte Costituzionale) e dal codice penale (art. 72), che è una legge ordinaria.

Non è previsto un termine massimo all'esecuzione di questa modalità detentiva, ma solamente tre casi tassativi in cui può essere disposta (art. 33): in caso di malattia contagiosa (senza obbligo di ricovero dopo un determinato periodo di esecuzione), per ragioni disciplinari (senza una casistica "tipizzata", a discrezione del Consiglio di Disciplina), quando il giudice ritenga che sussiste un pericolo concreto e attuale per l'acquisizione o genuinità della prova.

Secondo il codice penale, l'isolamento diurno è previsto per delitti di cui uno preveda la pena dell'ergastolo e i rimanenti almeno 5 anni di reclusione.
È, almeno teoricamente, escluso l'isolamento diurno con funzioni di protezione quando esiste il pericolo di sopraffazioni o aggressioni degli altri compagni (ex-appartenenti alle forze dell'ordine, transessuali o omosessuali, condannati per violenza sessuale o pedofilia). Secondo l'O.P. art. 14, comma 2 e art. 32, comma 3, occorre in questi casi creare apposite sezioni detentive, diverse dalle celle di isolamento.
Il principio del valore rieducativo della pena tesa al reinserimento sociale, presuppone l'inserimento del condannato in una comunità più ampia, non necessariamente in cella che non sia di isolamento, ma almeno con una prevalenza dei momenti di vita in comune, lasciando la separazione coattiva con l'isolamento continuo (diurno e notturno) a una disciplina a carattere eccezionale e derogatorio, anche se spesso di fatto la condizione di sovraffollamento porta a un regime di semi-isolamento per l'impossibilità di seguire le attività di tutti i detenuti e facilitare quindi la sorveglianza.
Tale principio non si applica agli indagati e imputati in custodia cautelare, restando ignorato l'aspetto del tutto diverso delle conseguenze psico-fisiche della detenzione in isolamento anche solo notturno (che coinvolgono tutti i detenuti incensurati, quindi senza la ulteriore necessità di produrre una documentazione clinica specifica), e pertanto del valore de facto maggiormente punitivo di questa forma di detenzione (che pure è desumibile nel codice penale che lo riserva come pena supplementare ai condannati all'ergastolo).

#### Distinzioni
La reclusione si distingue dalla pena dell'ergastolo la cui durata – tendenzialmente – è per tutta la vita, pur essendo anch'esso la pena per un delitto.
La reclusione si distingue dall'arresto, che è la pena detentiva per una contravvenzione. Essa si distingue, inoltre, dalla custodia cautelare in carcere. Infatti quest'ultima è una misura cautelare e, pur consistendo in una limitazione della libertà personale identica a quella posta in essere con la reclusione, non presuppone un accertamento definitivo della responsabilità penale, ma solo la sussistenza di gravi indizi di colpevolezza e la pericolosità del soggetto sottoposto alla restrizione della libertà ovvero il pericolo di fuga per sottrarsi agli effetti di una futura condanna penale.

#### Le donne e il carcere
Alle detenute con figli di età inferiore a tre anni, la legge dà la possibilità di tenere i figli con sé e di scontare la pena agli arresti domiciliari, ove possibile, altrimenti (principalmente nei casi di plurirecidive), in reparti speciali del carcere in cui si trovano.
A questa norma, risalente al 1975, si aggiunge la legge n. 40/2001, proposta nel 1997 dal Ministro per le pari opportunità Anna Finocchiaro. Essa fornisce l'accesso a ulteriori privilegi volti a evitare alle donne incinte e alle madri con figli minori di 10 anni la pena detentiva all'interno delle prigioni e a consentire loro di scontare presso il proprio domicilio ove possibile, altrimenti in case-famiglia, la loro condanna. Le condizioni per accedere a queste alternative sono quelle di aver scontato un terzo della pena oppure i 15 anni nei casi di ergastolo, o ancora quella di dover scontare un residuo pena di quattro anni o meno. Il giudice inoltre può, ove ragionevoli motivi a tutela dello sviluppo psicofisico del minore lo rendano raccomandabile, estendere l'applicazione della norma anche alla madre di prole con età superiore ai dieci anni. Un emendamento del 30 maggio 2011 dà inoltre la possibilità di scontare ai domiciliari o in case-famiglia anche il primo terzo di pena.
In generale comunque le donne possono accedere, in regime di detenzione, a una serie di privilegi, agevolazioni e sconti che possono variare dalla riduzione della pena a condizioni di vita più favorevoli (quali la detenzione domiciliare o l'ammissione al regime di semilibertà) e che agli uomini vengono concessi con frequenza notevolmente inferiore. Ciò, unito al fatto che alle donne per tradizione vengono inflitte, a parità di reato, pene generalmente inferiori rispetto alle controparti maschili, spiega il motivo per cui la popolazione carceraria femminile costituisce solo un'esigua minoranza: in Italia, alla fine del 2006, la percentuale è stata del 4,3%, contro una media europea leggermente superiore (5%). I reati più frequentemente commessi da questa categoria sono quelli contro lo Stato (24% del totale).

### Stati Uniti
Nella giurisprudenza statunitense la detenzione in cella di isolamento è ammessa nel solo Stato della California e può protrarsi per periodi di oltre dieci anni. In molti altri Stati è stata bandita come forma di detenzione crudele e di tortura, contraria ai diritti umani, alla dignità della persona e al valore rieducativo della pena.
Nel caso Rhodes vs Chapman, la Corte Suprema USA stabilì che la detenzione in doppia cella non è una pena crudele inusitata, contraria alla Carta dei diritti e delle Libertà (art. 12, sentenza 452 U.S. 337 del 1981). In maniera analoga si è pronunciata la Corte Suprema del Canada che ha dichiarato la detenzione in cella di isolamento contraria al Bill of rights (art. 2), mentre non lo è la detenzione in doppia cella.
Specialmente se la cella è priva di finestre e illuminazione, di uno spazio e riscaldamento adeguati, e non sono previsti momenti da trascorrere in spazi aperti in presenza di altre persone, è noto e documentato clinicamente il rischio di crollo psicologico, specialmente per le persone incensurate durante i primi giorni di detenzione, con la comparsa di gravi forme di autolesionismo fino al suicidio, legate a sensi di colpa del detenuto (anche innocente), repressi e per nulla relativi ai reati per cui è stato condannato. Secondo gli standard internazionali, la detenzione in cella di isolamento non può protrarsi oltre qualche mese, non per anni, e dovrebbe essere limitata ai reati più gravi, ovvero ai soli casi in cui il detenuto in cella doppia è in pericolo, ovvero rappresenta un pericolo per gli altri detenuti.
Tanto la detenzione in cella doppia che in cella di isolamento presentano un profilo psico-fisico di rischi-benefici soggettivo e variabile da detenuto a detenuto, ragione per cui, per garantire il valore rieducativo della pena, dovrebbero essere valutate misure di detenzione cautelari alternative, in particolare per detenuti in attesa o in pendenza di giudizio, per i quali vige la presunzione di innocenza, che imporrebbe in linea di principio il trattamento carcerario nella forma più soft, priva sia di scopi rieducativi sia punitivi (non essendosi ancora accertata alcuna condotta penalmente rilevante), anche se spesso tale misura viene applicata per evitare che il sospetto venga in contatto con altri coimputati per concordare versioni di comodo, ovvero faccia pervenire messaggi all'esterno tramite altri detenuti e quindi le persone che con questi ultimi vengono a colloquio.

## Decarcerazione
La decarcerazione (l'opposto dell'incarcerazione) implica politiche governative e campagne comunitarie volte a ridurre il numero di persone detenute in custodia o sotto sorveglianza detentiva. I favorevoli sostengono che questa pratica riduca il sovraffollamento carcerario, che le alternative al carcere riducano la recidiva e che un minor numero di carceri e processi per reati che potrebbero essere depenalizzati sia un risparmio per i contribuenti.
La decarcerazione include strategie riformiste e abolizioniste, che vanno dalle opzioni "dalla porta principale" come la depenalizzazione di alcuni reati, la diversione (una forma di condanna preventiva che aiuta a correggere il comportamento che ha portato all'arresto) e il trattamento della salute mentale agli approcci "dalla porta secondaria", esemplificati dalle riforme della libertà vigilata e dal rilascio anticipato nei programmi di reinserimento, l'amnistia per i detenuti condannati per reati non violenti e l'imposizione di limiti di capienza carceraria. Mentre le riforme si concentrano su cambiamenti incrementali, gli approcci abolizionisti includono riallocazioni di bilancio, chiusure di carceri e programmi di giustizia riparativa e trasformativa, nonché la transizione graduale dei dipendenti delle carceri verso altri lavori.
Gli oppositori sostengono che la decarcerazione di massa rilascerebbe criminali violenti e pericolosi in strada e che la depenalizzazione e la legalizzazione di certe droghe al fine di ridurre il numero di condanne e detenuti aumenterebbe la criminalità. Alcuni sindacati delle guardie carcerarie ritengono che la decarcerazione ridurrebbe il numero di carceri e metterebbe a rischio molti posti di lavoro. Anche alcuni appaltatori di carceri private sono contrari a tale pratica.